# Elio Giangreco
Elio Giangreco (Parenzo, 10 giugno 1924 – Napoli, 12 novembre 2008) è stato un ingegnere italiano, professore emerito di Tecnica delle costruzioni all'Università di Napoli, Accademico dei Lincei e socio dell'Accademia dei Quaranta.

## Biografia
Laureatosi presso l'Università di Napoli in ingegneria industriale nel 1946 e in scienze matematiche nel 1949, Elio Giangreco ha poi svolto attività didattica fin dal 1950 come libero docente e poi, dal 1955 al 1960 come professore ordinario all'Università di Bari e dal 1960 al 1996 all'Università degli Studi di Napoli Federico II; all'epoca della sua nomina, risultava essere il più giovane professore ordinario d'Italia.
È stato sicuramente una figura di spicco nel mondo universitario dell'ingegneria civile nel secondo novecento in Italia.
È autore di moltissime pubblicazioni di alto livello su problemi di ingegneria strutturale, inerenti temi di grande attualità nel campo delle costruzioni in acciaio, in cemento armato e in calcestruzzo armato precompresso, con studi di spiccata originalità sugli aspetti della plasticità, della dinamica e della stabilità.
Ha tenuto lezioni e conferenze presso Università italiane ed estere soprattutto in Francia, in Inghilterra, negli Stati Uniti, in Messico, nell'Unione Sovietica, in Romania, in Giappone, in Argentina, in Ecuador negli anni tra il 1955 e il 1996.
Autore di alcuni manuali universitari di scienza delle costruzioni e di tecnica delle costruzioni tra cui il trattato in tre volumi Ingegneria delle strutture, edito da UTET nel 2002, testo di cui è stato il direttore e il coordinatore dei diversi coautori.
Durante la sua carriera è stato membro di importanti commissioni e associazioni, nazionali e internazionali; in particolare, nell'ambito del Consiglio Nazionale delle Ricerche:
- Membro del Comitato di Ingegneria e Architettura dal 1981 al 1994;
- Presidente della Commissione di studio per le "Norme di progettazione e gestione di opere e sistemi marini";
- Membro della Commissione Relazioni Internazionali.

Inoltre, è stato:
- Presidente della Réunion Internazionale des Laboratoires d'Essais et Recherche sur les Matèriaux et les Structures dal 1985 al 1988;
- Presidente della Commissione di Ingegneria Strutturale dell'UNI dal 1989 al 2001;
- Presidente del Comitato Università-Industria dell'Union Associations Techniques Conventions Internationales dell'UNESCO;
- Membro del Market Development and Technical Board della European Convention for Constructional Steelwork;
- Membro dello Steering Committee per gli Eurocodici della Commissione Europea sino al 1988;
- Presidente del Comitato "Rischio Vesuvio" dell'Università di Napoli.